# 孫楷
孫 楷（そん かい、? - 304年）は、中国三国時代から西晋にかけての武将・政治家。呉・西晋に仕えた。父は孫韶。弟は孫越・孫異・孫奕・孫恢。

## 生涯
太平3年（258年）、孫綝は孫亮を廃位すると、宗正の孫楷と中書郎の董朝を使者に立て、帝位に就くのを渋る孫休を説得させるべく、迎えに出させたことがあった。孫楷は父や弟の孫越と共に、三代に亘って軍事要衝の京口を鎮守した。孫晧の時代には武衛大将軍・臨成侯となり、孫越の代わりに京下督を任せられた。
天璽元年（276年）、孫楷は都に召し返され、宮下鎮において驃騎将軍に任じられた。しかしこれより前の宝鼎元年（266年）、呉郡の永安県で施但が孫晧の弟の孫謙を担ぎ出し、反乱を起こして建業を襲撃したことがあった。この時は丁固と諸葛靚によって反乱が鎮圧されたのだが、孫楷はある者から、二股をかけてすぐには討伐に参加しなかったと告発された。このため孫晧から、何度も京口に詰問の使者を遣わされることになってしまい、孫楷は不安な日々を過ごすことになったという。これは当時の孫晧が、気に入らない官僚に難癖をつけ酷刑に処す事がよくあり、急に都へ召し帰される事になると、処罰されるものと考えられていたからである。そしてついに、同格であった都督の孫壱・孫秀・歩闡らが西晋に亡命して重用された事例もあったため、妻子と子飼いの兵士数百人を引き連れて西晋に亡命した。西晋は、孫楷を車騎将軍・丹陽侯に封じて厚遇した。
太康元年（280年）、西晋が呉を滅ぼすと、孫楷は度遼将軍に格下げとなった。
永安元年（304年）に死去した。
孫楷は、厳格に身を処したという点では孫秀に及ばなかったが、世間的な名声は孫秀よりも高かったという。